# Teinobasis alternans
Teinobasis alternans là một loài chuồn chuồn kim trong họ Coenagrionidae.
Teinobasis alternans được Lieftinck miêu tả khoa học năm 1935.